# Supsa
Supsa (în georgiană სუფსა) este un oraș în Georgia. Este străbătut de drumul european E692.